# Бистриця (зупинний пункт)
Би́стриця — пасажирський залізничний зупинний пункт Івано-Франківської дирекції Львівської залізниці.
Розташований на півдні міста Івано-Франківськ, Івано-Франківської міської ради, Івано-Франківської області на лінії Ходорів — Хриплин між станціями Хриплин (1,5 км) та Івано-Франківськ (6,5 км).
Станом на лютий 2019 року щодня сім пар дизель-потягів прямують за напрямком Коломия/Яремче — Івано-Франківськ.